# Liste der Nummer-eins-Hits in Österreich (1977)
Dies ist eine Liste der Nummer-eins-Hits in Österreich im Jahr 1977. Sie basiert auf den Single- und Albumlisten der österreichischen Charts. Die Top-25-Single- und -Albumcharts wurden monatlich jeweils am 15. veröffentlicht.

## Singles
| ← 1976 ← | Liste der Nummer-eins-Hits in Österreich | Liste der Nummer-eins-Hits in Österreich | Liste der Nummer-eins-Hits in Österreich                                   | 1978 →                    |
| \| Zeitraum \| Wo. ges. \| Interpret \| Titel Autor(en) \| Zusätzliche Informationen \| \| (Zeitraum, Wochen auf Platz eins, Interpret, Titel, Autor[en], zusätzliche Informationen) \| \| \| \| \| \| ----------------------------------------------------------------------------------------- \| -------- \| ------------------------------------ \| -------------------------------------------------------------------------- \| ------------------------- \| \| 15. November 1976 – 14. März 1977 17 Wochen \| 17 \| Boney M. \| Daddy Cool Musik: Frank Farian; Text: George Reyam \| – \| \| 15. März 1977 – 14. April 1977 4 Wochen \| 4 \| Boney M. \| Sunny Bobby Hebb \| – \| \| 15. April 1977 – 14. Juni 1977 9 Wochen \| 9 \| Smokie \| Living Next Door to Alice Michael Donald Chapman, Nicky Chinn \| – \| \| 15. Juni 1977 – 14. Juli 1977 4 Wochen \| 4 \| Smokie \| Lay Back in the Arms of Someone Michael Donald Chapman, Nicky Chinn \| – \| \| 15. Juli 1977 – 14. September 1977 9 Wochen \| 9 \| Boney M. \| Ma Baker Frank Farian, Fred Jay, George Reyam \| – \| \| 15. September 1977 – 14. November 1977 9 Wochen \| 9 \| Donna Summer \| I Feel Love Peter Bellotte, Giorgio Moroder, Donna Summer \| – \| \| 15. November 1977 – 14. Dezember 1977 4 Wochen \| 4 \| Baccara \| Sorry, I’m a Lady Musik: Rolf Soja; Text: Frank Dostal \| – \| \| 15. Dezember 1977 – 14. Januar 1978 4 Wochen \| 4 \| Santa Esmeralda starring Leroy Gomez \| Don’t Let Me Be Misunderstood Gloria Caldwell, Bennie Benjamin, Sol Marcus \| – \| |                                          |                                          |                                                                            |                           |
| ← 1976 |                                          |                                          |                                                                            | → 1978 →                  |
| Zeitraum | Wo. ges.                                 | Interpret                                | Titel Autor(en)                                                            | Zusätzliche Informationen |
| (Zeitraum, Wochen auf Platz eins, Interpret, Titel, Autor[en], zusätzliche Informationen) |                                          |                                          |                                                                            |                           |
| 15. November 1976 – 14. März 1977 17 Wochen | 17                                       | Boney M.                                 | Daddy Cool Musik: Frank Farian; Text: George Reyam                         | –                         |
| 15. März 1977 – 14. April 1977 4 Wochen | 4                                        | Boney M.                                 | Sunny Bobby Hebb                                                           | –                         |
| 15. April 1977 – 14. Juni 1977 9 Wochen | 9                                        | Smokie                                   | Living Next Door to Alice Michael Donald Chapman, Nicky Chinn              | –                         |
| 15. Juni 1977 – 14. Juli 1977 4 Wochen | 4                                        | Smokie                                   | Lay Back in the Arms of Someone Michael Donald Chapman, Nicky Chinn        | –                         |
| 15. Juli 1977 – 14. September 1977 9 Wochen | 9                                        | Boney M.                                 | Ma Baker Frank Farian, Fred Jay, George Reyam                              | –                         |
| 15. September 1977 – 14. November 1977 9 Wochen | 9                                        | Donna Summer                             | I Feel Love Peter Bellotte, Giorgio Moroder, Donna Summer                  | –                         |
| 15. November 1977 – 14. Dezember 1977 4 Wochen | 4                                        | Baccara                                  | Sorry, I’m a Lady Musik: Rolf Soja; Text: Frank Dostal                     | –                         |
| 15. Dezember 1977 – 14. Januar 1978 4 Wochen | 4                                        | Santa Esmeralda starring Leroy Gomez     | Don’t Let Me Be Misunderstood Gloria Caldwell, Bennie Benjamin, Sol Marcus | –                         |

## Alben
| ← 1976 ← | Liste der Nummer-eins-Alben in Österreich | Liste der Nummer-eins-Alben in Österreich | Liste der Nummer-eins-Alben in Österreich | 1978 →                    |
| \| Zeitraum \| Wo. ges. \| Interpret \| Titel \| Zusätzliche Informationen \| \| (Zeitraum, Wochen auf Platz eins, Interpret, Titel, zusätzliche Informationen) \| \| \| \| \| \| ------------------------------------------------------------------------------ \| -------- \| -------------------------- \| -------------------------------- \| ------------------------- \| \| 15. Dezember 1976 – 14. Januar 1977 4 Wochen \| 4 \| (Verschiedene Interpreten) \| Disco Rocket \| – \| \| 15. Januar 1977 – 14. Februar 1977 5 Wochen \| 5 \| (Verschiedene Interpreten) \| Hithaus mit Herz \| – \| \| 15. Februar 1977 – 14. März 1977 4 Wochen \| 4 \| (Verschiedene Interpreten) \| Musik-Karussell \| – \| \| 15. März 1977 – 14. April 1977 4 Wochen \| 4 \| Klaus & Ferdl \| Heidi, wart, wir jodeln z’erscht \| – \| \| 15. April 1977 – 14. Mai 1977 4 Wochen \| 4 \| Slavko Avsenik \| Die 20 Besten \| – \| \| 15. Mai 1977 – 14. Juli 1977 9 Wochen \| 9 \| Fats Domino \| Seine 20 größten Hits \| – \| \| 15. Juli 1977 – 14. August 1977 5 Wochen \| 5 \| Smokie \| Greatest Hits \| – \| \| 15. August 1977 – 14. Oktober 1977 8 Wochen \| 8 \| Boney M. \| Love for Sale \| – \| \| 15. Oktober 1977 – 14. Dezember 1977 9 Wochen \| 9 \| (Verschiedene Interpreten) \| Disco Fever \| – \| \| 15. Dezember 1977 – 14. Januar 1978 4 Wochen \| 4 \| (Verschiedene Interpreten) \| Hit-Kiste \| – \| |                                           |                                           |                                           |                           |
| ← 1976 |                                           |                                           |                                           | → 1978 →                  |
| Zeitraum | Wo. ges.                                  | Interpret                                 | Titel                                     | Zusätzliche Informationen |
| (Zeitraum, Wochen auf Platz eins, Interpret, Titel, zusätzliche Informationen) |                                           |                                           |                                           |                           |
| 15. Dezember 1976 – 14. Januar 1977 4 Wochen | 4                                         | (Verschiedene Interpreten)                | Disco Rocket                              | –                         |
| 15. Januar 1977 – 14. Februar 1977 5 Wochen | 5                                         | (Verschiedene Interpreten)                | Hithaus mit Herz                          | –                         |
| 15. Februar 1977 – 14. März 1977 4 Wochen | 4                                         | (Verschiedene Interpreten)                | Musik-Karussell                           | –                         |
| 15. März 1977 – 14. April 1977 4 Wochen | 4                                         | Klaus & Ferdl                             | Heidi, wart, wir jodeln z’erscht          | –                         |
| 15. April 1977 – 14. Mai 1977 4 Wochen | 4                                         | Slavko Avsenik                            | Die 20 Besten                             | –                         |
| 15. Mai 1977 – 14. Juli 1977 9 Wochen | 9                                         | Fats Domino                               | Seine 20 größten Hits                     | –                         |
| 15. Juli 1977 – 14. August 1977 5 Wochen | 5                                         | Smokie                                    | Greatest Hits                             | –                         |
| 15. August 1977 – 14. Oktober 1977 8 Wochen | 8                                         | Boney M.                                  | Love for Sale                             | –                         |
| 15. Oktober 1977 – 14. Dezember 1977 9 Wochen | 9                                         | (Verschiedene Interpreten)                | Disco Fever                               | –                         |
| 15. Dezember 1977 – 14. Januar 1978 4 Wochen | 4                                         | (Verschiedene Interpreten)                | Hit-Kiste                                 | –                         |